# Alexandru Nicolescu
Alexandru Nicolescu (Gyergyótölgyes, 1882. július 8. – Balázsfalva, 1941. június 5.) a fogarasi és gyulafehérvári görögkatolikus főegyházmegye püspöke, valamint a román görögkatolikus egyház elöljárója volt 1936–1941 között.